# Station Rampah
Rampah is een spoorwegstation in de Indonesische provincie Noord-Sumatra.